# Бион 11
Бион 11 е руска космическа мисия част от програма Бион. Носела тритони, охлюви, мушици Дрозофила и други насекоми, бактерии, и две маймуни макак резус (Macaca mulatta) Лапик и Мултик. Двете маймуни са безопасно приземени, но Мултик умира от сърдечен удар по време на медицинските тестове под обща упойка на 8 януари 1997 година.

## Детайли
- Дата на изстрелване: 24 декември 1996 година.
- Космодрум: Плесецк.
- Ракета-носител: Союз 11A511U.
- Перигей: 216 km.
- Апогей: 375 km.
- Инклинация: 62,8 градуса.
- Продължителност: 14,00 дни.